# Julija Tabakova
Julija Gennad'evna Tabakova (in russo Юлия Геннадьевна Табакова?; Kaluga, 1º maggio 1980) è un'ex velocista russa.

## Palmarès

### Olimpiadi
- 1 medaglia:
  - 1 argento (Atene 2004 nella staffetta 4x100 m)

### Mondiali
- 1 medaglia:
  - 1 bronzo (Parigi 2003 nella staffetta 4x100 m)

## Altre competizioni internazionali
2002
- Coppa Europa di atletica leggera ( Annecy)

2004
- Coppa Europa di atletica leggera ( Bydgoszcz)